# NDPP

Процес оборонного планування НАТО (англ. NATO Defence Planning Process, NDPP) — сукупність послідовних і скоординованих етапів 4-річного циклу узгодження національних оборонних програм з коаліційними цілями для забезпечення безпеки на користь задоволення військових потреб Альянсу.
Вищим органом з оборонного планування НАТО є Комітет з оборонної політики та планування НАТО.. До цього  процесу також залучені Командування ОЗС НАТО з питань трансформації, Конференція національних директорів озброєнь, Організація НАТО з науки і технологій (STO) та інші структури НАТО.

## Основні засади NDPP
Збереження адекватної військової спроможності та готовності до колективних дій в інтересах колективної оборони є головною метою Альянсу в сфері безпеки. Оборонне планування є основою усіх операцій НАТО військового характеру. Воно побудоване таким чином, аби збройні сили Альянсу були готові до виконання повного спектра оборонних планів і політики, від звичайного стримування до врегулювання конфліктів, підтримання миру, гуманітарних операцій та інших оперативних завдань. Структура процесу оборонного планування забезпечується базовими принципами НАТО: політичної солідарності держав-членів, сприяння співробітництву і розвитку тісних зв'язків між ними в усіх сферах  розвитку спроможностей і оборонних потенціалів (DOTMLPFI), де це забезпечує їхні спільні та індивідуальні інтереси, спільної відповідальності, визнання взаємних зобов'язань, спільної діяльності з утримання адекватної військової потуги на підтримку стратегії та політики Альянсу.

## Етапи NDPP
Процес NDPP включає 5 основних етапів .
Зокрема, на першому з них формуються політичні вказівки. Ключова роль на цьому етапі оборонного планування належить Військовому комітету НАТО. Тісна координація діяльності Міжнародного секретаріату та Міжнародного військового штабу, військового керівництва НАТО і урядів держав забезпечується щорічним обміном інформацією про національні плани. Такий обмін інформацією дає змогу порівняти наміри кожної держави із загальними вимогами НАТО і при необхідності переглянути їх у відповідності до нових директив, вимог до модернізації та змін ролей і обов'язків національних збройних сил. Усі ці аспекти постійно переглядаються і контролюються на кожному етапі циклу оборонного планування. Відповідно до рекомендацій за результатами аналізу, міністрами оборони країн-членів кожні чотири роки розробляється документ «Керівні вказівки міністрів», який у разі необхідності оновлюється через два роки. На основі міністерських вказівок розробляються національні плани для збройних сил кожної країни-члена.
Розроблені на основі пропозицій з розвитку збройних сил Командуванням об'єднаних збройних сил НАТО з питань трансформації «Цільові завдання з розвитку збройних сил НАТО» спрямовані на те, щоб забезпечити Стратегічному командуванню НАТО з операцій можливість виконувати весь спектр оперативних місій, які можуть бути покладені на нього Північноатлантичною радою.
Другий етап NDPP присвячений розробці довготермінових аспектів спроможностей та мінімальних вимог до спроможностей в межах поточного циклу NDPP.
На третьому етапі здійснюється розподіл дольової участі між державами-членами для досягнення спільних спроможностей та визначення завдань для кожної з держав.. Основним механізмом третього етапу циклу оборонного планування є процес аналізу оборонних питань, який відбувається кожен другий рік і триває протягом року. Він складається з індивідуального і колективного вивчення і оцінки планів розвитку збройних сил та відповідних фінансових планів країн-членів на індивідуальній основі, у порівнянні з еталоном, яким слугують узгоджені «Цільові завдання НАТО» на десятирічний період. В результаті його, після тристоронніх зустрічей з представниками кожної країни — члена Альянсу, готується проект «Національних розділів». «Національні розділи» вивчаються на багатосторонньому рівні у Комітеті з оборонної політики та планування НАТО з метою усунення можливих розбіжностей між національними завданнями і планами розвитку збройних сил і тими, які визначені НАТО. 
На відміну від вказаних етапів, четвертий є безперервним і полягає у сприянні державам-членам НАТО в реалізації завдань NDPP..
На заключному етапі проводиться перегляд досягнутих результатів.. Загальний звіт містить звіт Військового комітету щодо військової відповідності нового плану НАТО рівню розвитку збройних сил і ступеня пов'язаних з ним воєнних ризиків. Крім того, Загальний звіт містить індивідуальні національні додатки та розділ, узгоджений з інституціями ЄС та оснований на інформації європейських країн НАТО, в якому визначено ступінь, до якого новий план може відповідати потребам Європейського Союзу у сфері військових сил і засобів.
Повна методологія процесу має закритий характер і доступна лише державам-членам НАТО.
В якості проблемних  напрямів удосконалення NDPP експерти вважають необхідність більш тісного зв’язку між NDPP і планами
дій та управління діяльністю основних груп CNAD, а також  використання NDPP та розробки мінімальних вимог до спроможностей (MCR) для ідентифікації прогалин у стандартизації і формування пріоритетного переліку майбутніх стандартів НАТО.